# أبو القاسم بابر بن بايسنقر
أبو القاسم بابر ميرزا بن بايسنقر حاكم تيموري في خراسان (1449-1457). وكان ابن غياث الدين بايسنقر بن شاه رخ ميرزا، فبالتالي ابن حفيد الأمير تيمورلنك.
كان بابر واحداً من الأشخاص العديدين المشاركين في الصراع على الخلافة الذي حدث خلال سنوات شاه رخ الأخيرة. جنبا إلى جنب مع خليل سلطان (حفيد تيمورلنك)، ونهب قطار الأمتعة من الجيش ثم شق طريقه إلى خراسان. وفي الوقت نفسه ، ألغ بك أيضا غزا خراسان في 1448 في محاولة لهزيمة علاء الدولة بن بايسنقر، الذي يستحوز على هراة. ألغ بك هزم علاء الدولة بن بايسنقر  في ترناب وأخذ مشهد، في حين أن ابنه عبد اللطيف ميرزا غزا هراة. فر علاء الدولة بن بايسنقر إلى جنوب غرب أفغانستان. ومع ذلك شعر ألغ بك أن بلاد ما وراء النهر -حيث كان قد حكمها بالفعل منذ عقود - أنها أكثر أهمية، وسرعان ما غادر المنطقة. في طريق العودة، بابر أرسل قوة حيث ألحقت خسائر فادحة في جيشه.
مع فراغ السلطة الآن في خراسان، استولى بابر بسرعة على السلطة. مشهد و هراة وقعتا في يده في 1449. داهم  علاء الدولة بن بايسنقر من حين اخر المنطقة ولكن لم يكن لذلك تأثير. جنبا إلى جنب مع ألغ بك و محمد بن بايسنقر (الذي سيطر على وسط بلاد فارس) ، بابر أصبح واحد من ثلاث حكام تيموريين مهمين. ميزان القوى هذا تم زعزعته بمدة قريبة من السلطان محمد بن بايسنقر الذي غزا خراسان. الحملة بدأت بشكل سيء بالنسبة لبابر مع الهزيمة في مشهد في مارس 1450  أقنعته بالتنازل عن أجزاء من أراضيه. ومع ذلك، سرعان ما تعافى بابر وأخذ السلطان محمد أسيراً ثم أعدمه. ثم سار إلى شيراز للسيطرة على أراضي السلطان محمد.
في هذه المرحلة، أنهى جهان شاه سلطان سلالة الخراف السوداء التركمانية ولائه التيموريين. وسرعان ما وضع قم و ساوة تحت الحصار. بدأ بابر المسيرة ضده لكنه اضطر إلى العودة إلى هراة، بسبب التفوق الساحق من جيوش  الخراف السوداء و المؤامرة التي تحاك ضده من قبل علاء الدولة. معظم بلاد فارس أخذ من التيموريين بحلول 1452 ، باستثناء أبركوه التي غزاها  الخراف السوداء في عام 1453. في حين كرمان تم غزوها مؤقتًا في وقت لاحق وأجريت محاولات قليلة للاستيلاء على الري، بلاد فارس ككل لم تسترد أبدا من قبل  التيموريين.
في 1454 قام بابر بغزو بلاد ما وراء النهر، ثم ما تحت سيطرة أبو سعيد ميرزا انتقاما لاستيلاء الأخير على بلخ. وسرعان ما فرض حصارًا على سمرقند. الصراع بين الاثنين سرعان ما انتهى ، ومع ذلك وافقا علي أن يكون نهر جيحون هو الحدود. بقي هذا ساريًا حتى موت بابر في 1457. وقد خلفه ابنه محمود.

## الحياة الشخصية
بابر يمتلك ثلاثة زوجات:
- دولت سلطان بيكم، ابنة أبو سعيد ميرزا، والدة السلطان محمود ميرزا;
- بجي جان آغا ابنة خديداد;
- كانيزاك بجي آغا ، أم لابنة.